# Ròchaguda (Droma)
Rochegude és un comú francès al departament de la Droma (regió d'Alvèrnia-Roine-Alps). L'any 2007 tenia 1.412 habitants.

## Demografia

### Població
El 2007 la població de fet de Rochegude era de 1.412 persones. Hi havia 533 famílies de les quals 113 eren unipersonals (63 homes vivint sols i 50 dones vivint soles), 172 parelles sense fills, 214 parelles amb fills i 34 famílies monoparentals amb fills.
La població ha evolucionat segons el següent gràfic:

### Habitatges
El 2007 hi havia 674 habitatges, 548 eren l'habitatge principal de la família, 106 eren segones residències i 19 estaven desocupats. 590 eren cases i 76 eren apartaments. Dels 548 habitatges principals, 399 estaven ocupats pels seus propietaris, 124 estaven llogats i ocupats pels llogaters i 26 estaven cedits a títol gratuït; 7 tenien una cambra, 28 en tenien dues, 73 en tenien tres, 134 en tenien quatre i 305 en tenien cinc o més. 391 habitatges disposaven pel capbaix d'una plaça de pàrquing. A 221 habitatges hi havia un automòbil i a 292 n'hi havia dos o més.

### Piràmide de població
La piràmide de població per edats i sexe el 2009 era:
| Homes | Edats   | Dones |
| ----- | ------- | ----- |
| 0     | 95 o +  | 0     |
| 0     | 90 a 94 | 4     |
| 12    | 85 a 89 | 4     |
| 4     | 80 a 84 | 8     |
| 12    | 75 a 79 | 12    |
| 28    | 70 a 74 | 16    |
| 28    | 65 a 69 | 16    |
| 24    | 60 a 64 | 16    |
| 40    | 55 a 59 | 44    |
| 44    | 50 a 54 | 48    |
| 68    | 45 a 49 | 40    |
| 76    | 40 a 44 | 60    |
| 48    | 35 a 39 | 64    |
| 28    | 30 a 34 | 20    |
| 24    | 25 a 29 | 32    |
| 36    | 20 a 24 | 28    |
| 76    | 15 a 19 | 40    |
| 76    | 10 a 14 | 36    |
| 32    | 5 a 9   | 20    |
| 16    | 0 a 4   | 24    |

## Economia
El 2007 la població en edat de treballar era de 951 persones, 679 eren actives i 272 eren inactives. De les 679 persones actives 615 estaven ocupades (367 homes i 248 dones) i 65 estaven aturades (25 homes i 40 dones). De les 272 persones inactives 86 estaven jubilades, 79 estaven estudiant i 107 estaven classificades com a «altres inactius».

### Ingressos
El 2009 a Rochegude hi havia 563 unitats fiscals que integraven 1.444,5 persones, la mediana anual d'ingressos fiscals per persona era de 18.520 €.

### Activitats econòmiques
Dels 52 establiments que hi havia el 2007, 1 era d'una empresa extractiva, 2 d'empreses alimentàries, 5 d'empreses de fabricació d'altres productes industrials, 18 d'empreses de construcció, 5 d'empreses de comerç i reparació d'automòbils, 2 d'empreses de transport, 5 d'empreses d'hostatgeria i restauració, 2 d'empreses immobiliàries, 4 d'empreses de serveis, 5 d'entitats de l'administració pública i 3 d'empreses classificades com a «altres activitats de serveis».
Dels 23 establiments de servei als particulars que hi havia el 2009, 1 era una oficina de correu, 1 taller de reparació d'automòbils i de material agrícola, 1 autoescola, 6 paletes, 2 guixaires pintors, 2 fusteries, 3 lampisteries, 2 electricistes, 1 perruqueria, 3 restaurants i 1 agència immobiliària.
Dels 3 establiments comercials que hi havia el 2009, 1 era una botiga de menys de 120 m², 1 una fleca i 1 una carnisseria.
L'any 2000 a Rochegude hi havia 50 explotacions agrícoles que ocupaven un total de 1.140 hectàrees.

## Equipaments sanitaris i escolars
El 2009 hi havia una escola elemental.

## Poblacions properes
El següent diagrama mostra les poblacions més properes.